# Кетуракис, Робертас
Ро́бертас Кетура́кис (лит. Robertas Keturakis, 12 марта 1935; Йонучяй, Гарлявского уезда — 26 октября 2021, Каунас) — литовский поэт, писатель, журналист и переводчик, член Союза писателей Литвы с 1966 года.
Кроме полутора десятков стихотворных сборников, при жизни поэта было издано несколько книг его очерков, а также роман «Пуля в сердце Бога» (лит. Kulka Dievo širdy) и сборник сказок для взрослых «Агасфер» (лит. Ahasferas). Среди переводов на литовский язык заметным событием стал сборник туркменского поэта С. Овезбердыева «Надежда» (лит. «Viltis», 1981). Сочинения Кетуракиса переводились и издавались на белорусском, русском, украинском, а позднее — на нескольких европейских языках.

## Биография
Робертас Кетуракис родился в 1935 году в Литовской Республике в маленьком городке Йонучяй Гарлявского уезда. Войну пережил в детском возрасте. Как поэт известен и печатается с 1953 года. В 1963 году окончил Вильнюсский университет им. В. Капсукаса с дипломом по специальности литовский язык и литература, затем почти всю жизнь прожил в Каунасе. С 1966 года — член Союза писателей Литвы. В советские времена, в 1967-1991 годах постоянно работал в ежемесячном иллюстрированном журнале Союза писателей Литвы «Нямунас». После объявления независимости Литвы перешёл в новый культурно-литературный каунасский журнал «Сантара», в редакции которого проработал шесть лет (1991-1997).
В 1998-1999 годах Робертас Кетуракис работал редактором издательства Университета Витовта Великого и одновременно — газеты «Каунасские новости» (лит. Kauno žinios). На пороге XXI века оставил службу и полностью перешёл на писательскую работу.
Робертас Кетуракис отличался активностью и творческим долголетием, до последних лет жизни продолжая продуктивно работать и публиковаться. Скончался в Каунасе в октябре 2021 года на 87 году жизни. был похоронен в почётном некрополе Пятрашюнского кладбища города Каунаса.
Президент Литвы Гитанас Науседа, выразив соболезнования родственникам, добавил, что «оставаясь до последних дней творчески и социально активным, Робертас Кетуракис избрал для себя путь «лицом к солнцу» — именно этот путь прошёл поэт как в Каунасе, так и во всем литовском культурном и академическом сообществе. <...> Он был творцом истинно европейского уровня, настоящим рыцарем пера, покровительствовавшим и поддерживавшим в творчестве многих писателей».
В свою очередь, премьер-министр Литвы Ингрида Шимоните выступила с траурным заявлением, что литовский народ потерял чуткого и очень внимательного к своему родному языку писателя, всё творчество которого было проникнуто благородными мотивами и высочайшими этическими требованиями. «Этот преданный культуре человек ввёл в литературу многие таланты и всегда радовался новым открытиям».

## Творчество
В ранних стихах Кетуракиса советского периода преобладает активная общественная позиция автора, внимание к проблемам людей и социальный пафос. До середины 1980-х годов очерки и журналистские эссе Кетуракиса имели влияние и пользовались популярностью в трудовых коллективах Литовской ССР, были рекомендованы отделениями Коммунистической Партии Литвы для улучшения трудовой дисциплины и морального климата на предприятиях республики. Заголовок публицистического сборника очерков «Нужен любящий человек» в начале 1980-х сделался своеобразным лозунгом, призванным оживить и сделать более тёплым и душевно внимательным отношение литовского партийного руководства к отдельному человеку.:50-51
Когда-то в юности,

когда свой хлеб претит,

Отвергли землю мы!

И, как вовремя

На небе, чёрном, будто биотит,

Горело нам созвездье Ориона.:73
1974
К середине 1970-х поэзия Кетуракиса всё более проникается вселенскими космическими мотивами и лирическим философским созерцанием. Существо этого периода характерно отражает стихотворение «Орион», в 1975 году переведённое на русский язык. В нём автор, уже далеко оторвавшийся от деревенской околицы своего детства, задумывается о космологических и чисто земных проблемах, пытаясь осознать сотворённый им мир, в котором причудливо сочетается породообразующий биотит, таящий, скрывающий в своих атомах память магматических лав и бездонные мерцающие небеса.:182 С другой стороны, для поэта характерен философически отстранённый тон поэзии, он как будто бы мало заботится о предполагаемой реакции читателя, прямо заявляя, что его нравственное отношение к миру давно определено и не подлежит пересмотру. «Быть» для поэта нисколько не связано со словом «быт», хотя едва ли не в каждой строке чувствуется пронизывающая интонация причастности и боли за происходящее вокруг, в его творчестве ни о какой «поэтизации земли» не может быть и речи.:184 В 1981 году Кетуракис перевёл на литовский язык сборник туркменского поэта Сапармурата Овезбердыева «Надежда» (лит. «Viltis»). В том же 1981 году несколько отрывков из «Солдатской оды» и подборку отдельных стиховторений Кетуракиса перевёл на русский язык Александр Кушнер.
Стихи Кетуракиса 1990-х годов выдержаны в жанре философской лирики. Они сочетают в себе интимно-риторические интонации, прямое сопоставление городской жизни и природы, а также частый возврат к деревенским воспоминаниям детства. Для последних лет поэтического творчества начала XXI века характерно повышенное внимание поэта к политическим и культурным изменениям в новейшей литовской жизни, в которой он далеко не всё принимает, а также размышления о вечных проблемах и существовании личности в современном мире.
Помимо поэтических сборников, за советские и послесоветские годы Роберт Кетуракис издал несколько книг журналистских очерков и публицистических эссе, а также сборник сказок для взрослых «Агасфер» (лит. Ahasferas) и роман «Пуля в сердце Бога» (лит. Kulka Dievo širdy). Кроме изданий собственно на литовском языке, произведения Кетуракиса переведены на белорусский, русский, украинский и другие языки.

## Признание
- Лауреат премии «Поэзия весны» (лит. Poezijos pavasaris; 1988).
- Вторая премия литературного конкурса газеты «Lietuvių balsas» за роман «Пуля в сердце Бога» (лит. Kulka Dievo širdy, 2001).
- «Кирпич доброты» (лит. Gerumo plyta) — награда мэра Каунасского городского самоуправления за добрые дела на благо общества (2003).
- Рыцарский крест ордена «За заслуги перед Литвой» (лит. Už nuopelnus Lietuvai, 2005).
- Литературная премия Йонаса Айстиса (лит. Jono Aisčio literatūrinė premija) за сборники стихов «...И никогда не поздно» и «Три лилии святому Казимиру» (2006).
- Литовская национальная премия за достижения в области искусства и культуры (лит. Vyriausybės kultūros ir meno premija, 2012).[1]